# Tomy Turnin' Turbo Dashboard
Tomy Turnin' Turbo Dashboard, ou simplesmente Turnin' Turbo Dashboard, é um videogame portátil, uma espécie de mini-fliperama, onde o console na verdade é um simulador de um painel de automóvel, com volante e marcha, em que o jogador dirige um carro. O game foi criado em 1983 pela empresa japonesa Tomy.
Em 2017, um hacker conseguiu emular o jogo Out Run neste console.

## Receptividade
No entender de Hayden Yale, do site retroist.com, "isso não era realmente um videogame; as entranhas são mecânicas, as várias funções do carro são manipuladas por temporizadores e não há metas a serem cumpridas. Mas tudo isso não importava, essa coisa parecia um Porsche e a estrada avançava a grande velocidade, e isso era mais do que suficiente".
Para o site jalopnik.com, "o simulador de direção Turnin’ Turbo Dashboard proporcionou horas de entretenimento para nossas débeis mentes infantis e foi limitado apenas pelo estoque não tão generoso de pilhas de nossos pais. Embora a simulação de condução tenha sido a mesma em todas as ocasiões, é um verdadeiro testemunho de como um brinquedo tão simples pode cativar a mente de uma criança durante horas e horas, em horas de entretenimento".